# Род Тейлор
Родні Стерт (Род) Тейлор (англ. Rodney Sturt «Rod» Taylor; 11 січня 1930 — 7 січня 2015) — австралійський і американський актор.

## Біографія
Народився околицях Сіднея. Батько — Вільям Стерт Тейлор, підрядник і комерційний художник; мати — Мона Тейлор (уродж. Томпсон), автор понад сотні оповідань і книг для дітей. Його друге ім'я походить від далекого родича, капітана Чарльза Стерта, дослідника Австралії.
Навчався в Парраматтской школі, потім в Восточносіднейском коледжі техніки і витончених мистецтв. Деякий час працював комерційним художником, але, побачивши Лоуренса Олів'є в «Річарда III» під час гастролей «Олд Вік», вирішив стати актором.
Працював у театрі та на радіо. У 1951 взяв участь у реконструкції подорожі Чарльза Стерта по річках Маррамбиджи і Муррей, зігравши помічника Стерта, Джорджа Маклея; в тому ж році на основі реконструкції був знятий короткометражний фільм «Вглиб країни зі Стертом». На великому екрані дебютував у ролях американця в картині «Король Коралового моря» (1954) Ізраеля Хендс в неофіційному продовженні «Острова скарбів» «Довгий Джон Сільвер».
У 1955 почав зніматися в Голлівуді, час від часу повертаючись до Австралії.

## Вибрана фільмографія
- 1956 — Весільний подарунок, або Все як у людей / The Catered Affair — Ральф Холлоран
- 1956 — Гігант / Giant — сер Девід Карфрі
- 1958 — За окремими столиками / Separate Tables — Чарльз
- 1960 — Машина часу / The Time Machine — Джордж
- 1963 — Птахи / The Birds — Мітч Бреннер
- 1963 — Неділя в Нью-Йорку / Sunday in New York — Майк Мітчелл
- 1970 — Забриски-пойнт / Zabriskie Point — Лі Аллен
- 1970 — «Темніші від бурштину»[en] / Darker than Amber — Тревіс МакГі
- 1998 — Хроніки Осіріса / The Osiris Chronicles — Соренсон
- 1998 — Ласкаво просимо в Вуп-Вуп / Welcome to Woop Woop — Татко-О
- 2007 — Круки / KAW — Док
- 2009 — Безславні виродки / Inglourious Basterds — Вінстон Черчилль